# Strunz & Farah
Strunz & Farah es un dúo de guitarristas de sonido ecléctico, que puede ser descrito como una combinación de world music, jazz y flamenco.

## Historia
Jorge Strunz, nacido en Costa Rica, y Ardeshir Farah, originario de Irán, se conocieron en Estados Unidos en 1979. Strunz fue uno de los fundadores de la banda de jazz latino Caldera. Caldera fue una banda que combinaba jazz, funk y rock con una variedad de ritmos latinos. Pioneros del rock fusión de los años setenta, como Return to Forever y Weather Report, influenciaron a Caldera. Los cuatro álbumes que produjeron (ninguno de los cuales se encuentra disponible actualmente en CD) no se vendieron bien, y la banda decidió disolverse. Sin embargo, los miembros de Caldera se mantuvieron ocupados tras el rompimiento. Strunz formó el dúo con Farah.
Ambos guitarristas tenían experiencia profesional en la música desde su adolescencia, y pronto se unieron para lanzar su primer álbum (producido por ellos mismos), llamado Mosaico en 1980, el cual les permitió iniciar su propia productora, llamada Selva Records. Pronto llamaron la atención de Richard Bock, una figura importante en la radio de orientación jazz, quien ayudó al dúo a asegurar un contrato con Milestone.
Desde entonces, Strunz & Farah han grabado numerosos discos, colaborando también con músicos como Rubén Blades y L. Subramaniam (1947-). Jorge Strunz fue una vez recomendado por su amigo Paco de Lucía para reemplazar a Al Di Meola en las giras de The Guitar Trío (con Paco de Lucía y John MacLaughlin).[cita requerida] Han colaborado también con Gerardo Núñez.
El dúo también ha trabajado con Sting en el álbum The Living Sea: Soundtrack from the IMAX Film como músicos de sesión.

## Discografía
- 1980: Mosaico
- 1984: Frontera
- 1985: Guitarras
- 1989: Misterio
- 1990: Primal Magic (Nominación al Billboard's "World Music Album of the Year) [1]
- 1992: Americas (Nominación a un Grammy de "Best World Music Album") [1]
- 1995: Heat of the Sun
- 1997: Live
- 1998: Wild Muse
- 2000: The Best of
- 2001: Stringweave
- 2003: Río de Colores
- 2003: In Performance (DVD).
- 2004: Zona Tórrida
- 2005: Desert Guitars
- 2006: Fantaseo
- 2006: Jungle Guitars
- 2010: Neotropical Nocturnes
- 2011: Journey around the Sun
- 2014: Moods and Visions
- 2018: Tales of Two Guitars

### Otros álbumes
- The Living Sea: Soundtrack from the IMAX Film